# Rivière des Iroquois (vattendrag i Kanada, lat 50,95, long -78,45)
Rivière des Iroquois är ett vattendrag i Kanada.   Det ligger i provinsen Québec, i den östra delen av landet, 600 km norr om huvudstaden Ottawa.
Trakten runt Rivière des Iroquois består huvudsakligen av våtmarker. Trakten runt Rivière des Iroquois är nära nog obefolkad, med mindre än två invånare per kvadratkilometer.